# Município Tchindjenje
Município Tchindjenje är en kommun i Angola.   Den ligger i provinsen Huambo, i den västra delen av landet, 500 km söder om huvudstaden Luanda.
Omgivningarna runt Município Tchindjenje är huvudsakligen savann. Runt Município Tchindjenje är det ganska tätbefolkat, med 67 invånare per kvadratkilometer.